# Асенов, Даниел
Даниел Асенов (болг. Даниел Асенов; род. 17 мая 1997, Кукорево) — болгарский боксёр, представитель наилегчайшей весовой категории. Выступает за сборную Болгарии по боксу начиная с 2015 года, участник Олимпийских игр (2016), двукратный чемпион Европы (2015, 2017), серебряный призёр Европейских игр (2019), бронзовый призёр чемпионата Европы (2022), многократный победитель и призёр турниров международного значения в любителях.

## Биография
Даниел Асенов родился 17 мая 1997 года в селе Кукорево Ямболской области, Болгария. Начинал заниматься боксом под руководством тренера Младена Станева, позже стал подопечным Димитра Мутафова в боксёрском клубе «Априлец» села Бояджик.
Первого серьёзного успеха на взрослом международном уровне добился в сезоне 2015 года, когда вошёл в основной состав болгарской национальной сборной и выступил на домашнем чемпионате Европы в Самокове, где одолел всех оппонентов в зачёте наилегчайшей весовой категории и тем самым завоевал золотую медаль. При этом на чемпионате мира в Дохе выбыл из борьбы за медали уже в 1/8 финала, проиграв казаху Олжасу Саттыбаеву.
Благодаря череде удачных выступлений удостоился права защищать честь страны на летних Олимпийских играх 2016 года в Рио-де-Жанейро — в категории до 52 кг благополучно прошёл первого соперника по турнирной сетке, тогда как во втором бою в 1/8 финала со счётом 0:3 потерпел поражение от алжирца Мохамеда Флисси.
После Олимпиады Асенов остался в составе боксёрской команды Болгарии и продолжил принимать участие в крупнейших международных турнирах. Так, в 2017 году он одержал победу на европейском первенстве в Харькове, в то время как на мировом первенстве в Гамбурге дошёл до 1/8 финала, уступив узбеку Жасурбеку Латипову. Представлял болгарскую команду Fighting Roosters в лиге World Series of Boxing.